# João Otávio de Noronha
João Otávio de Noronha ComMM (Três Corações, 30 de agosto de 1956) é um magistrado e professor brasileiro. Desde 2002 é ministro do Superior Tribunal de Justiça (STJ), tendo sido o presidente dessa corte no período de 2018 a 2020. Foi também corregedor nacional do Conselho Nacional de Justiça (CNJ) de 2016 a 2018.
Antes de ingressar na magistratura, exerceu a advocacia, tendo sido conselheiro federal da Ordem dos Advogados do Brasil (OAB) de 1998 a 2002, quando foi indicado ao STJ.

## Família e educação
Noronha é filho de João Pinto e Maria Teresa Ferreira Noronha. Em 1981, graduou-se bacharel em Direito pela Faculdade de Direito do Sul de Minas. Mais tarde, concluiu especialização em Direito do Trabalho, Direito Processual do Trabalho e Direito Processual Civil pela mesma instituição.
Noronha é pai de Anna Carolina e Otávio Henrique. Ambos advogados, eles fundaram um escritório de advocacia que, entre a atuação desempenhada, defende causas no STJ. Seu filho Otávio Noronha foi eleito, com sua influência, para a presidência do STJD aos 36 anos em 2020.

## Carreira
Em 1975, Noronha começou a trabalhar no Banco do Brasil como funcionário concursado. Em 1984, se tornou advogado daquele banco, tendo sido ali consultor jurídico geral (1994-2001) e diretor jurídico (2001-2002).
Em 1987, Noronha foi aprovado em primeiro lugar no concurso público para o cargo de juiz de Direito de Minas Gerais, porém optou por permanecer na advocacia.
Na década de 1990, Noronha iniciou sua carreira no magistério, como professor de Direito Processual Civil na Faculdade de Direito da Universidade de Itaúna. Posteriormente, lecionou na Escola Superior de Advocacia da OAB/MG e na Faculdade de Direito de Varginha.
De 1993 a 1994, Noronha foi conselheiro da Seção de Minas Gerais da Ordem dos Advogados do Brasil e, de 1998 a 2002, conselheiro federal da OAB.

### Magistratura
Noronha ingressou na magistratura em 2002, ao ser nomeado pelo presidente Fernando Henrique Cardoso para o cargo de ministro do Superior Tribunal de Justiça, em vaga destinada a advogado, que fora aberta com a aposentadoria do ministro Paulo Costa Leite. Noronha havia sido incluído em lista sêxtupla pela Ordem dos Advogados do Brasil e em lista tríplice votada pelos ministros do STJ, na qual também figuraram os advogados Paulo de Moraes Penalva Santos e Álvaro Wendhausen de Albuquerque, sendo então encaminhada ao presidente da República. Em 3 de dezembro, foi empossado ministro da corte.
Em 2004, Otávio de Noronha foi admitido pelo presidente Luiz Inácio Lula da Silva ao grau de Comendador especial da Ordem do Mérito Militar.
Em 2011, Noronha iniciou seu mandato de dois anos como membro efetivo do Conselho da Justiça Federal. Em 2013, foi designado por aclamação pelo pleno do STJ como diretor-geral da Escola Nacional de Formação e Aperfeiçoamento de Magistrados (ENFAM). Manteve-se neste cargo até 2015. Entre 2014 e 2015 foi corregedor-geral eleitoral.
De 2016 a 2018, Noronha integrou o Conselho Nacional de Justiça (CNJ), período em que foi também o corregedor nacional de justiça. Sua nomeação como membro do CNJ havia sido aprovada pelo Senado com 57 votos a favor e um contra.
Em 2018, Noronha foi eleito presidente do STJ, por aclamação, para o biênio de 2018 a 2020, substituindo a ministra Laurita Vaz. Na mesma sessão, a ministra Maria Thereza de Assis Moura foi eleita vice-presidente. Foi empossado na presidência em 29 de agosto.
Na presidência do STJ, Noronha manteve como uma de suas principais iniciativas a defesa da criação de um novo Tribunal Regional Federal em Minas Gerais, argumentando tratar-se de um "projeto inteligente e corajoso que vai descongestionar e redistribuir os processos que hoje estão parados no Tribunal Regional Federal da 1ª Região."
Durante os governos dos presidentes Michel Temer e Jair Bolsonaro, Noronha foi cotado para uma vaga no Supremo Tribunal Federal. Em 2020, Bolsonaro declarou que teve um "amor à primeira vista" quando o conheceu. Entre janeiro de 2019 até maio de 2020, um levantamento do jornal O Estado de S. Paulo indicou que Noronha julgou a favor dos interesses do governo Bolsonaro em 87,5% de suas decisões individuais.

#### Decisões notórias

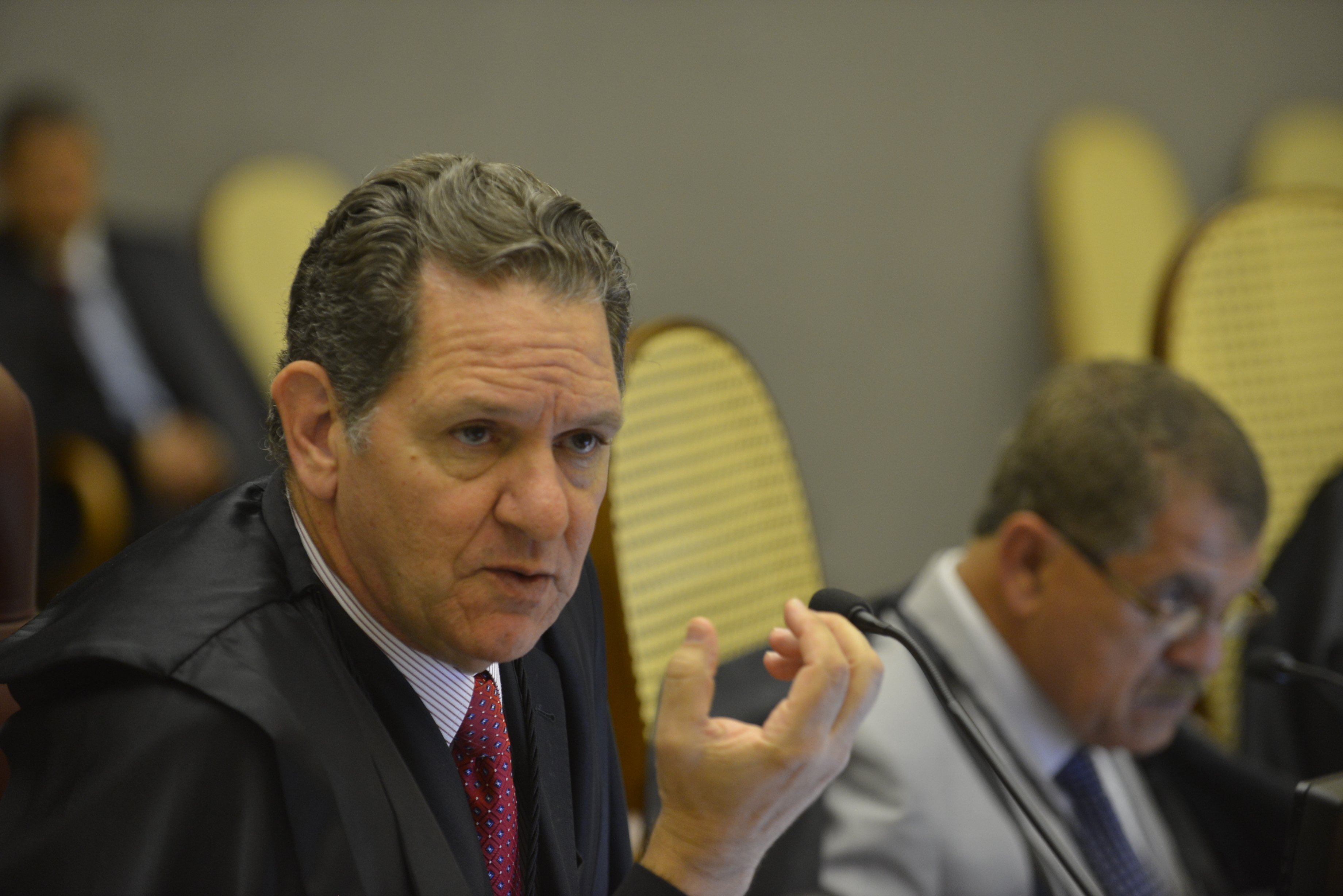
Noronha durante sessão de julgamento, em 2014

Em 2010, Noronha decretou as prisões do governador Pedro Paulo Dias e do ex-governador Waldez Góis, além de outras pessoas, no âmbito de investigação sobre um esquema de desvio de recursos públicos.
Em 2016, Noronha, enquanto corregedor nacional de Justiça, puniu quatro juízes que se manifestaram contrários ao impeachment de Dilma Rousseff, entendendo que os magistrados fizeram "política partidária", vedada constitucionalmente aos integrantes do Poder Judiciário. No entanto, anteriormente o próprio Noronha havia se manifestado sobre temas políticos, incluindo em relação ao afastamento de Dilma.
Em 2019, Noronha concedeu liberdade ao ex-governador Beto Richa, julgando que não estavam presentes os requisitos que justificassem sua prisão preventiva.
Em fevereiro de 2020, Noronha suspendeu uma decisão do TRF-5 e permitiu a nomeação de Sérgio Camargo para a presidência da Fundação Cultural Palmares. Noronha julgou que a escolha de Camargo era discricionária ao Poder Executivo, não cabendo interferência do Judiciário.
Em fevereiro de 2020. Noronha votou contra manter a ação penal contra Sarí Corte Real pela morte do menino Miguel Otávio Santana da Silva. O julgamento foi marcado pelo voto de Noronha que afirmou que não ficou configurado no caso o abandono de incapaz e que a morte do menino "não era previsível", mas acabou sendo derrotado pelos colegas por 4 votos a 1.
Em maio de 2020, Noronha julgou que o presidente Bolsonaro não era obrigado a divulgar os resultados de exames médicos, como forma de comprovar que não havia contraído COVID-19. Em sua decisão, justificou que obrigar o presidente a entregar exames médicos violaria seu direito à intimidade e à privacidade.
Em julho de 2020, Noronha concedeu prisão domiciliar para Fabrício Queiroz e sua esposa Márcia Aguiar, ainda que esta fosse uma foragida da justiça quando recebeu o benefício, alegando que ambos eram grupo de risco do COVID-19. Semanas mais tarde, negou o mesmo benefício a outros presos em situação análoga por considerar incabível a concessão de liminar em habeas corpus naquela situação.